# Sem Veeger
Sem Veeger, née le 19 septembre 1991 à Oegstgeest, est une actrice néerlandaise.

## Filmographie

### Cinéma et téléfilms
- 2006 : Afblijven (nl)  : Melissa de Raaf[2]
- 2007 : Spoorloos verdwenen (nl) : Rianne Jonk
- 2009 : Shouf Shouf! (nl) : Rianne Jonk
- 2009-2010 : 2012: Het jaar Nul (nl) : Masha Meyer[3]
- 2015 : Noord Zuid (nl) : L'élève